# Jacob Fabricius (medicinare)
Jacob Fabricius, född 28 augusti 1576 i Rostock, död 14 augusti 1652 i Köpenhamn, var en tysk läkare. 
Efter att ha fullföljt sin skolgång i Lüneburg och blivit student vid Rostocks universitet vistades han i flera år (1592–96) på Ven hos Tycho Brahe, som han assisterade samtidigt som han strävade efter att förvärva kunskaper i matematik och kemi. Efter en längre studieresa till Holland, England och Tyskland blev han 1602 medicine doktor i Jena och blev året därpå livmedikus vid det mecklenburgska hovet. 
År 1612 kallades han till professor i medicin och astronomi i Rostock, och här förblev han i många år, tills Kristian IV 1637 antog honom till sin livmedikus med ansenlig lön. Han presiderade vid den konsultation, som i februari 1648 efter kanslerns önskan med anledning av kungens dödliga sjukdom hölls av Köpenhamns församlade läkare; "men han gjorde sine sager kun slet". Trots att han, som denna kommentar av en samtida antyder, inte var särskilt ansedd av andra läkare, och trots att han hade förbehållit sig att kunna återvända till sin tjänst i Rostock, stannade han i Köpenhamn till sin död.